# Dům U Košíku
Dům U Košíku, někdy také zvaný U Modré lodi, je dům čp. 464 na Starém Městě v Praze v Melantrichově ulici č. 13. Stojí mezi domy U Svatých Tří králů a U Pěti korun. Je chráněn jako kulturní památka České republiky.
Dům je vklíněn mezi sousední domy tak těsně, že se zdá, že na jeho místě původně byla malá ulička, tuto domněnku podporuje i podoba sklepů domu. První písemný záznam je z roku 1360, další záznam po roce 1400 zmiňuje jméno „U Pěti košů“. Letopočet 1616 na vstupních vratech datuje pozdně renesanční přestavbu. Ve 2. čtvrti 18. století byl dům upravován pozdně barokně. Další přestavby proběhly těsně po roce 1800, dům byl zvýšen o třetí patro a rozšířen o boční křídlo, což výrazně zmenšilo plochu dvorku.
Na zdi domu je umístěna pamětní deska a busta Josefa Myslivečka z roku 1989. Autorem busty je Jiří Krištůfek.